# يان ساندبرغ
يان ساندبرغ (بالفرنسية: Yann Sundberg)‏ (و. 1972  م) هو ممثل، وكاتب سيناريو، وممثل أفلام، ومغني فرنسي، ولد في سان مالو.

## وصلات خارجية
- يان ساندبرغ على موقع IMDb (الإنجليزية)
- يان ساندبرغ على موقع ألو سيني (الفرنسية)
- يان ساندبرغ على موقع أول موفي (الإنجليزية)
- يان ساندبرغ على موقع قاعدة بيانات الفيلم (الإنجليزية)
- يان ساندبرغ على موقع كينوبويسك (الروسية)